# Trybuna Ludu
A Trybuna Ludu (magyarul kb.: A Nép Szószéke) 1948 és 1990 között megjelenő lengyel kommunista napilap volt. Az újság a Lengyel Egyesült Munkáspárt (LEMP) központi bizottságának lapja volt, ez tekinthető a lengyel Népszabadságnak.

## Története

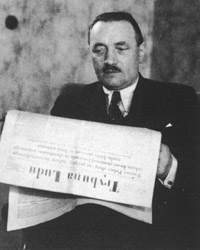
Bolesław Bierut Lengyelország elnöke a Trybuna Ludut olvassa

A lap 1948-ban két újságnak az egyesülésével jött létre. A kommunista Glos Ludu (A Nép Hangja) és a szociáldemokrata Robotník (Munkás) című lapokat - a korszak Magyarországon lezajló eseményeihez hasonlóan - anyapártjaik egyesülését követően vonták össze. A lap első ízben 1948. december 16-án jelent meg.
A lap nem különbözött a szocialista tábor többi országában megjelenő pártlapoktól. Hűen követte a párt által meghirdetett irányvonalat, az egységes sajtóirányítás pedig lényegében mesterségesen felduzzasztotta olvasói létszámát: indulásakor 250 ezer, 1973-ban 486 ezer, 1980-ban 1 millió, megszűnése előtt egy évvel, 1989-ben pedig 1 135 ezer példányban nyomtatták a lapot.
A magyarországi 1956-os forradalomról a lap ellentmondásos helyzetben tájékoztatott. Egyfelől hű maradt a párt vezetőségének álláspontjához, ugyanakkor ez az álláspont gyakran szembement a szovjet és a szovjetbarát magyar szándékkal. Władysław Gomułka, aki éppen az 1956 októberében zajlott lengyelországi események hatására került vezető pozícióba, ellenérzésekkel figyelte a Kádár-kormány hatalomra kerülését, és egyenesen árulásnak tartotta Nagy Imre kivégzését. Ebből adódóan részben a központi pártlap révén a lengyel közvélemény meglepően hiteles képet kapott a magyar forradalomról. Azonban amikor a pártvezetés és a Szovjetunió közötti viszony rendeződött, és az új tájékoztatási irányt, valamint a megkívánt  öncenzúrát az újságírók nem akarták elfogadni, 1957 elején a Trybuna Ludu főszerkesztőjét leváltották. Egy későbbi krízishelyzetben pedig, az 1981-es szükségállapot bevezetésekor eltávolították a lapból a pártonkívüli újságírókat, így a lap szerkesztősége kizárólag párttagokból állt.
Igazi konkurenciát csak működésének utolsó évében kapott, a Szolidaritás Független Szakszervezet Gazeta Wyborcza (Választási Újság) nevű, 1989 nyarától mindmáig megjelenő napilapja képében. A lengyel rendszerváltozáskor, 1989-ben a Trybuna Ludu a változásoknak nem élesztője volt, inkább kullogott az események után. Mindvégig a LEMP érdekeinek kiszolgálója maradt akkor is, amikor a választásokon az állampárt alulmaradt, a kormányfő pedig Tadeusz Mazowiecki lett. Emiatt aztán jelentős hitelvesztést és az olvasók számának komoly csökkenését kellett elkönyvelnie.
A lap a lengyel állampárt, a LEMP, és annak kiadóvállalatának (az RSW: Robotnicza Spółdzielnia Wydawniczának) megszűnése következtében 1990. február 5-én (más forrás szerint január 28-án) megszűnt. Bár a szerkesztőséget ekkor feloszlatták, szerényebb kivitelben, más néven, és új főszerkesztő - az Európai Parlament későbbi képviselője, majd alelnöke - Marek Siwiec irányításával mégis tovább folytatták a lapszerkesztést: 1990-től Trybuna címmel jelent meg a lap, mint a szociáldemokrata párt folyóirata, egészen 2009-ig. Ekkor azonban az utolsó kiadó, a lengyel Ad Novum gazdasági okokból az utódlap megjelenését is beszüntette.

### Főszerkesztői
| név                 | kezd. | vég. |
| ------------------- | ----- | ---- |
| Leon Kasman         | 1948  | 1953 |
| Władysław Matwin    | 1953  | 1957 |
| Leon Kasman         | 1957  | 1967 |
| Stanisław Mojkowski | 1967  | 1972 |
| Józef Barecki       | 1972  | 1980 |
| Wiesław Bek         | 1980  | 1985 |
| Jerzy Majka         | 1985  | 1990 |